# غوتييه ديستيناي
غوتييه كريستيان ديستيناي (بالفرنسية: Gauthier Christian Destenay)‏ (ولد في 13 يونيو 1980) هو مهندس معماري بلجيكي، وهو زوج رئيس وزراء لوكسمبورغ الحالي كزافييه بيتل.

## الحياة الخاصة

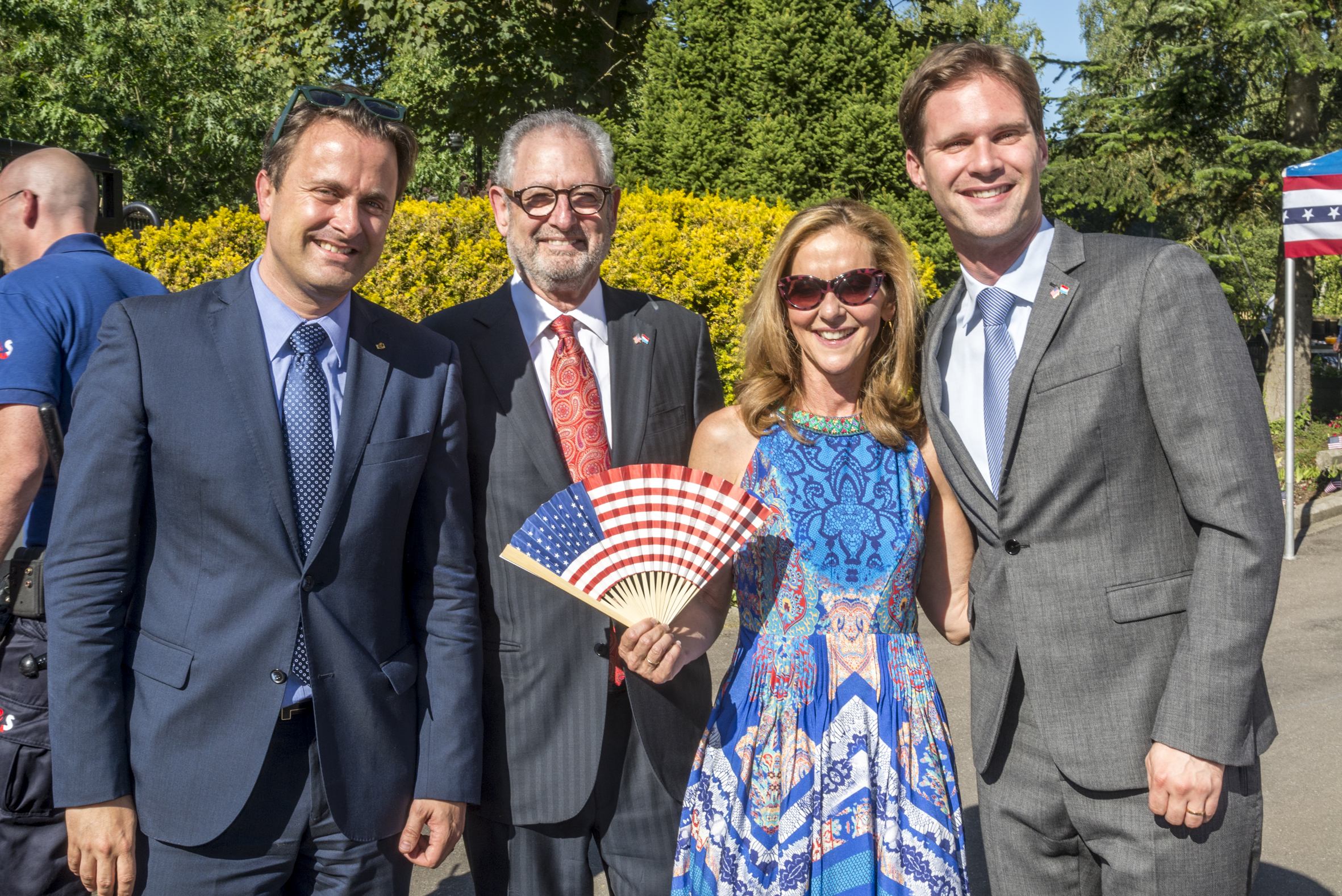
رئيس وزراء لكسمبورغ كزافييه بيتل (في يسار الصورة) وزوجه غوتييه ديستيناي (في يمين الصورة) مع السفير الأمريكي في لوكسمبورغ روبرت مانديل وزوجته جولي مانديل.

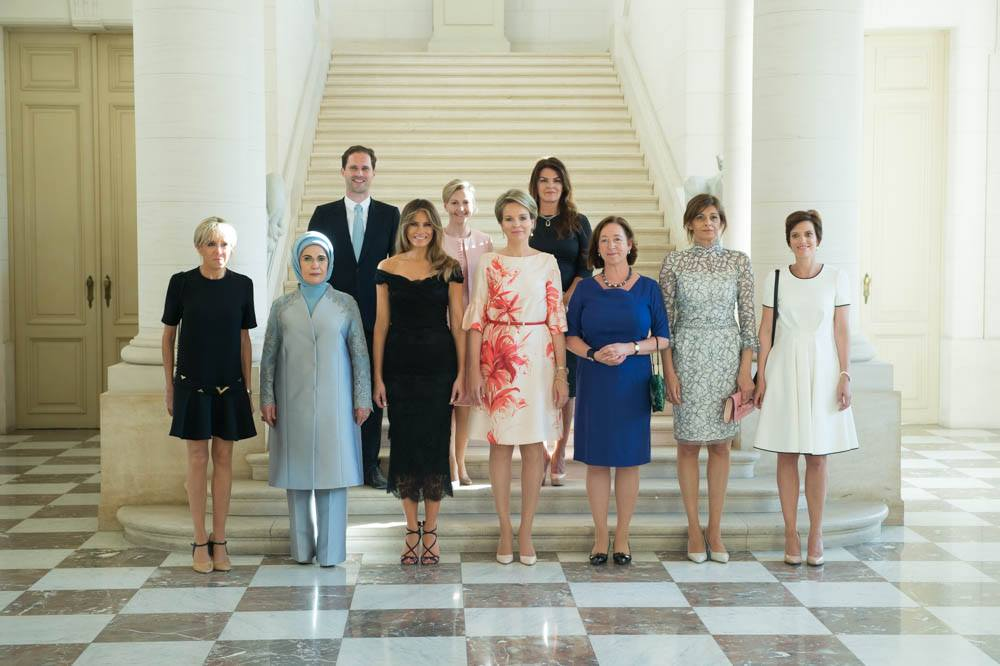
غوتييه ديستيناي السيد الأول للكسمبورغ يقف إلى جانب الملكة ماتيلد من بلجيكا والسيدات الأولى في قمة الناتو بروكسال 2017

وُلد ديستيناي في 13 يونيو 1980 في بروكسل ببلجيكا. يعمل كمهندس معماري في شركة آي-3 البلجيكية-اللوكسمبورغية للهندسة المعمارية منذ عام 2013. تخرج بشهادة في الهندسة المعمارية من جامعة لييج في عام 2003.
أعلن كزافييه بيتل عن كونه مثلي الجنس في عام 2008، وعاش مع ديستيناي في اتحاد مدني منذ عام 2010 وظهر معه في العديد من المناسبات الرسمية، بما في ذلك حفل زفافا الأمير جيولايم ولي عهد لكسمبورغ، والكونتيسة ستيفاني دي لانوي. في أغسطس/آب 2014 تقدم غوتيبه ديستناي بخطبة كزافييه بيتل ووافق الآخير على ذلك ورد بنعم. تزوج الشريكان في بلدية لكسمبورغ في 15 مايو 2015 في حفل خاص أقامته رئيسة بلدية مدينة لوكسمبورغ ليدي بولفر بحضور حوالي 250 ضيفًا. أصبح بيتل أول رئيس حكومة في الاتحاد الأوروبي يتزوج من شريك من نفس الجنس. وحضر حفل الزفاف أيضا إليو دي روبو وهو رئيس الوزراء البلجيكي السابق من 2011 إلى 2014 الذي كان أول رئيس حكومة مثلي الجنس في الاتحاد الأوروبي. تبع الزفاف حفل استقبال لـ 500 ضيف.
اكتسب ديستياني اهتمام وسائل التواصل الإجتماعي عندما ظهر على أنه الزوج الوحيد من الذكور في صورة جماعية لأزواج قادة العالم وشركائهم في قمة الناتو بروكسال 2017. (في ذلك الوقت كان هناك أربعة رجال آخرين من الذكور متزوجين من قادة نساء، ولكن لم يظهر أي منهم في الصورة). وقام بالظهور مجددا في صورة جماعية لأزواج قادة العالم وشركائهم في قمة الناتو بروكسال 2018. تم حذف اسم ديستيناي من عنوان صورة فيسبوك التي نشرها البيت الأبيض، على الرغم من أن جميع الأزواج الأخرى تم تصنيفها بشكل صحيح. تم تعديل الصورة لاحقا بعد أن أدت إلى انتقادات واتهامات برهاب المثلية.